# Nimatron
Nimatron — компьютерная игровая электронно-релейная машина для игры в ним. Данное устройство разработано американским физиком Эдвардом Кондоном зимой 1939/1940 года и впервые продeмонстрировано на Всемирной выставке в Нью-Йорке в 1940 году. Аппарат был собран Эдвардом Кондоном и его ассистентами Джеральдом Тоуни (англ. Gerald L. Tawney) и Уиллардом Дерром (англ. Willard A. Derr). 26 апреля 1940 года была подана заявка, на которую 24 сентября того же года на устройство был выдан патент.
Nimatron представляет собой цифровой компьютер, состоящий из четырёх столбцов по семь ламп, которые управляются посредством реле. Игрок, делая ход, может погасить одну или более ламп в одном из рядов; далее наступает такой же ход компьютера. Тот, кто выключает последнюю лампу, выигрывает.
Nimatron является первым компьютером, предназначавшимся для развлечений, и претендентом на статус первой компьютерной игры. Также считается, что в нём было реализовано первое в истории намеренное замедление работы компьютера. Вместе с тем влияние Nimatron на последующее развитие электронных игр и цифровых компьютеров считается незначительным.

## Разработка и презентация

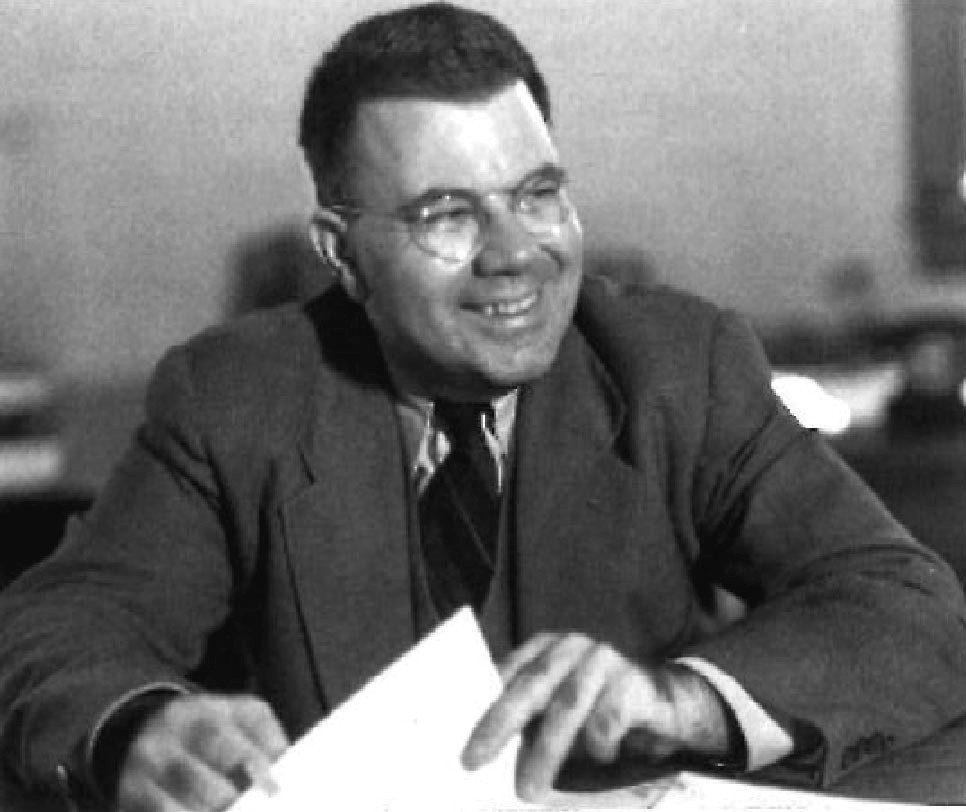
Эдвард Кондон, создатель Nimatron

Эдвард Кондон был назначен заместителем директора по исследованиям Westinghouse Electric в 1937 году. Идея создания игры ним родилась у Кондона и его коллеги во время обеда, и произошло это от осознания того, что такие же схемы, которые использовались в счётчиках Гейгера, могут использоваться для представления чисел, которые задают состояние игры. Эдвард Кондон разработал на этой основе компьютерную игровую электронно-релейную машину, которую собрал со своими ассистентами Джеральдом Тоуни и Уиллардом Дерром. В своем изобретении он отметил как то, что компьютер предназначен для развлечения, так и то, что он является примером «как можно для принятия решений собрать набор электрических реле в соответствии с довольно простой математической процедурой».
Разработанное устройство было предназначено для представления Westinghouse Electric на Всемирной выставке 1939—1940 годов в Нью-Йорке. Это была машина с электромеханическими реле, которая весила более тонны и занимала одну комнату. Посетителям выставки предлагалось обыграть машину. Согласно собранным данным, за всё время выставки в игру сыграло около 100 000 человек, из которых 90 000 не смогли обыграть машину. По словам Кондона, машину обыграло не более 5—10 % игроков, и при этом значительная часть этого процента составляют победы операторов машины, которые демонстрировали, что у компьютера можно выиграть.
В последний раз компьютер участвовал в выставке в 1942 году в Нью-Йорке, что проходило при соглашении с Союзной ассоциацией общественных наук и спонсорстве Института математической статистики и Американской статистической ассоциации. В последующем Nimatron был перемещён в научные коллекции Планетария в Питтсбурге, где также представлялся публике.
26 апреля 1940 года авторы изобретения подали заявку на патент, которая 24 сентября того же года была удовлетворена.

## Процесс игры
В предлагаемой игре участвует два игрока, роль одного из которых берёт на себя компьютер. Интерфейс текущего состояния партии представляет собой четыре столбца по семь ламп, каждая из которых либо горит, либо погашена. Игрок может погасить несколько ламп в одном из столбцов, и после этого наступает ход компьютера, который может делать то же самое. Выигрывает тот, кто погасит последнюю лампу. Если машина проигрывала, то она выдавала игроку жетон, на котором было напечатано Nim Champ (с англ. — «Чемпион Нима»).
Одной из особенностей игры является то, что машина делает паузу перед тем, как сделать очередной ход. Это было сделано после того, как на выставке было обнаружено, что сам факт того, что машина моментально делает ответный ход, ужасает людей. По оценке Кондона, ответный ход компьютера рассчитывался за менее чем одну сотую секунды. Для того, чтобы это не обескураживало игроков, которые обдумывали свой ход, разработчики добавили в схемы замедляющие цепи, и, соответственно, машина на пару секунд делала вид, что ей нужно подумать. По заключению Кондона, это было первое в истории намеренное замедление работы компьютера.
В ним для идеальной игры могут быть применены простые стратегии, и на момент создания Nimatron были опубликованы их математические решения. Однако в патенте они не упоминались. Вместе с тем Nimatron применял идеальную стратегию, но разработчиком было принято решение, чтобы компьютер всегда начинал игру вторым, и таким образом у машины можно было выиграть. Всего в начале игры компьютер выбирал одну из 9 начальных расстановок игры (9 из-за технических ограничений), каждая из которых была проигрышной в случае применения идеальной стратегии человеком. При этом на выставке появлялись посетители, которые считали, что компьютер обыграть невозможно, и для опровержения этого операторы стенда демонстрировали, как это можно сделать.

## Влияние
Nimatron является первым компьютером, который был предназначен для развлечения. Несмотря на то, что игра является претендентом на первую цифровую и компьютерную игру и на успех на Всемирной выставке, её влияние на последующее развитие электронных игр и цифровых компьютеров считается незначительным. Кондон рассматривает машину как самый большой провал в своей карьере, так как он не понял того потенциала, который был заложен в изобретении. В поданном патенте было описание внутреннего представления чисел, которое оказалось универсальным в грядущей компьютерной революции. Но поскольку Nimatron был создан только как развлекательное устройство (в отличие от других машин своего времени, восхваляющих технологии), то ни Кондон, ни другие менеджеры Westinghouse не поняли, что оказалось в их распоряжении. Машина пропала без вести и с большой вероятностью была разобрана, и таким образом была почти полностью забыта.
Тем не менее Nimatron вдохновил Джона Беннетта на создание машины Nimrod.
В 1941 году улучшенная версия Nimatron была создана Раймондом Редхеффером, которая весила в 500 раз меньше и представляла собой небольшую коробку. Однако его машина не демонстрировалась публике и поэтому была менее известна. В 1952 году инженеры W. L. Corporation разработали версию массой в менее 25 кг и стоимостью 2000 долларов.
В настоящее время не известно о прямом влиянии Nimatron на математическую и образовательную сферу. Но при этом отмечается, что множество появившихся компьютеров 1950-х и 1960-х годов, реализующих математические игры, рассматривались не сколько как игрушка для детей, а привлекали более образованную аудиторию, показывая применение логических методов, математических стратегий и других технологий.